# Hajós György (matematikus)
Hajós György (Budapest, 1912. február 21. – Budapest, 1972. március 17.) magyar matematikus, a geometria világhírű tudósa, kiváló előadó, egyetemi tanár, a Magyar Tudományos Akadémia tagja, kétszeres Kossuth-díjas (1951, 1962).
Legfontosabb munkája Minkowski német matematikus sejtésének a bizonyítása, melyet csoportelméleti eszközökkel végzett el 1941-ben (Minkowski–Hajós-tétel). Jelentős munkái voltak diszkrét geometriában, a gráfelméletben, a Bolyai–Lobacsevszkij geometriában és a numerikus analízisben is. Egész életében foglalkoztatta a négyszínsejtés bizonyítása.
Nevéhez fűződik a Hajós-sejtés és a Hajós-konstrukció is.

## Család

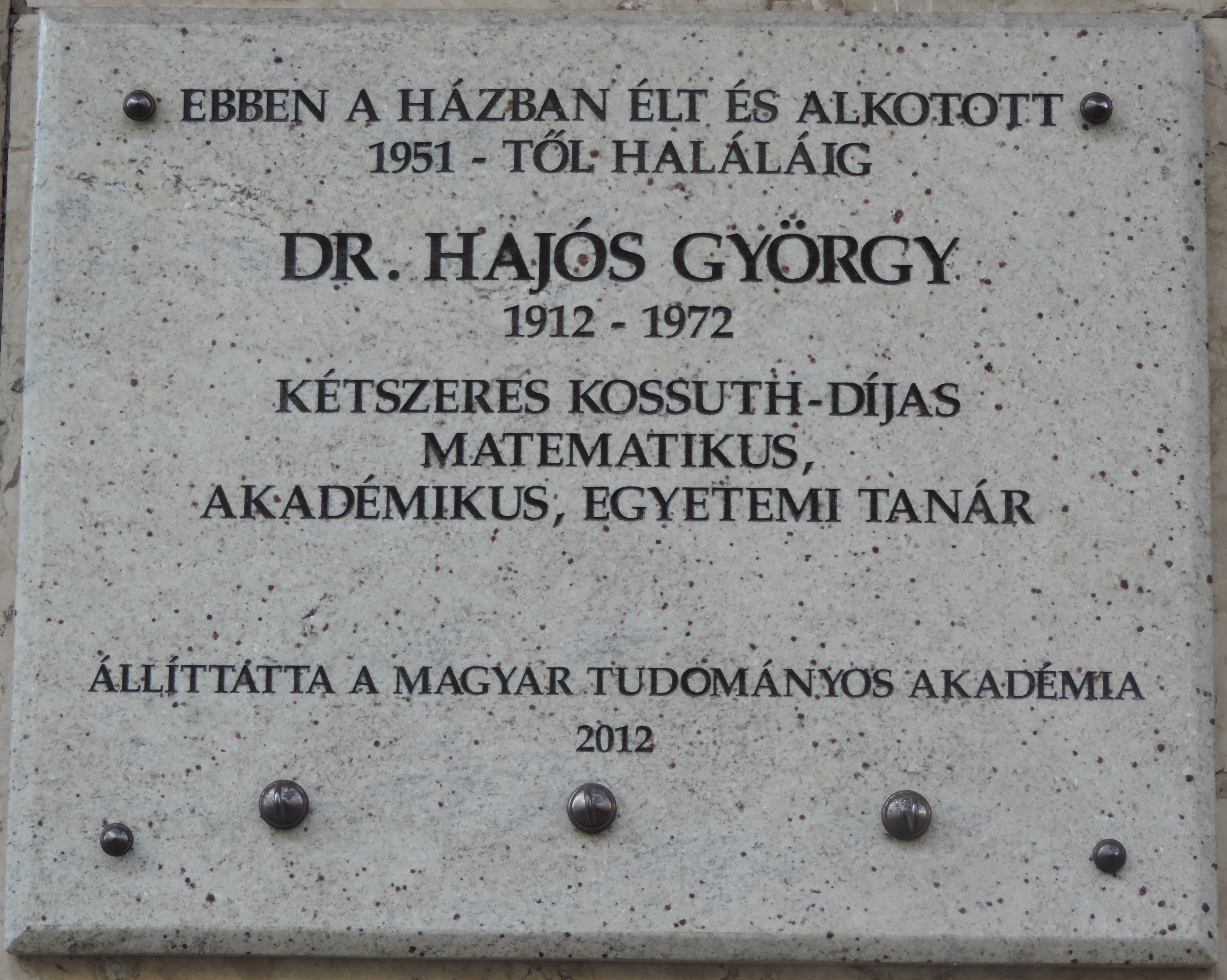
Hajós György emléktáblája utolsó lakhelyén, a Margit körút 15-17. szám alatt

Második gyerekként született. Apja Hajós Géza táblabíró, majd ügyvéd, anyja Clark Nelly, a budapesti Lánchidat építő Clark Ádám unokája. 1945-ben házasodott, felesége Vajda Márta, gyerekei György (1946), Tamás (1947), Pál (1948), Katalin (1950), Márta (1954). 1972. március 17-én halt meg Budapesten.

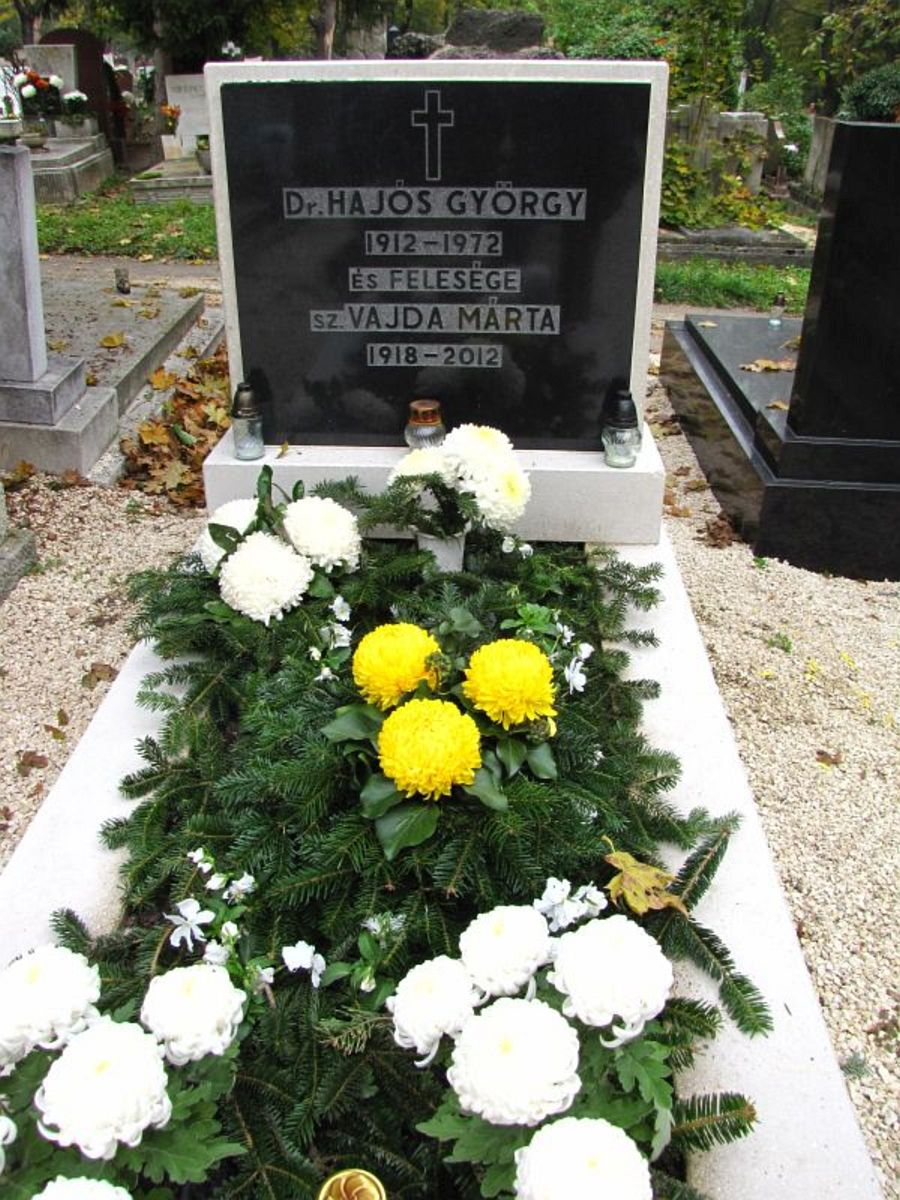
Sírja a Farkasréti temetőben (6/1-1-142)

## Tanulmányok, fokozatok
Már kora gyermekkorában határozott matematikai hajlamot és képességet mutatott. Középiskolai tanulmányait a Budapesti Kegyesrendi Gimnáziumban 1921-től 1929-ig végezte. Matematikát tudatosan 13 éves korában kezdte ápolni s ebben segítségére jött a Középiskolai Matematikai és Fizikai Lapok újság feladatrovata. Már ötödikes korában megoldotta a legnehezebb közölt feladatokat is. 1929-ben matematikából az első díjat nyerte az országos középiskolai matematikai versenyen.
1929-ben a kegyesrendi tanári pályát választotta, ezért jelentkezett a Magyar Kegyestanítórendbe. A noviciátus időszakában, szabad idejében intenzíven foglalkozott matematikával. 1932-ben kérte a rendből való elbocsátást. 
1931-ben a budapesti Pázmány Péter Tudományegyetem bölcsészeti karára iratkozott be. A kötelező tanulmányokon kívül is foglalkozott tudományos munkával, melynek eredményeként tudományos publikációk születtek. Gyakorló tanári évei elteltével 1936-ban szerzett tanári oklevelet.
- 1929, Budapesti. Kegyesrendi Gimnázium érettségi
- 1935, Pázmány Péter Tudományegyetem bölcsészeti kar, mat-fiz. szak
- 1936, tanári oklevél
- 1938, doktori szigorlat matematika (Fejér Lipót), kísérleti és elméleti fizika (Tangl, Ortvay)
- 1946, Magántanári képesítés, „Közelítő és alkalmazott matematika” tárgykörből
- 1948, MTA levelező tag
- 1953, MTA rendes tag

## Munkahelyek, alkalmazások
- 1935–1936, József Nádor Műegyetem, megbízott tanársegéd
- 1936–1938, József Nádor Műegyetem, tanársegéd
- 1938–1949, József Nádor Műegyetem, adjunktus
- 1945–1949, József Nádor Műegyetem, meghívott előadó
- 1945–1950, Eötvös Kollégium meghívott előadója, matematikai szakvezetője
- 1947–1950, Állami Műszaki Főiskola tanára (rádió-telefon, erősáramú tagozat)
- 1949–1972, Pázmány Péter Tudományegyetem (1950. szept. 15-től Eötvös Loránd Tudományegyetem), tanár, a geometria tsz. vezetője
- 1950–1951, ELTE Természettudományi Kar dékánja
- 1949–1965, MTA Alkalmazott Matematikai Intézet,, Numerikus és Grafikus módszerek osztálya vezetője
- 1962–1965, MTA Alkalmazott Matematikai Intézet,, Geometriai osztálya vezetője

## Egyetemi előadások
- 1946/47, Műegyetem, Differenciálegyenletek közelítő megoldása
- 1947/48, Műegyetem, Nomográfia
- 1948, Műegyetem, Összetett nomogrammok
- 1949–1972, ELTE TTK, Bevezetés a geometriába
- 1949–1972, ELTE TTK, Differenciálgeometria
- 1949–1972, ELTE TTK, Numerikus és grafikus módszerek I.
- 1950–1972, ELTE TTK, Numerikus és grafikus módszerek II.

## Tudományos előadások (1949-ig)
- 1932, Tudományos Akadémia, Egy determináns-tétel[1]
- 1934, Eötvös Loránd Mat. Fiz. társulat, Menger graph-tételéről
- 1938, Eötvös Loránd Mat. Fiz. társulat, A többméretű tér befedése kockaráccsal
- 1940, Eötvös Loránd Mat. Fiz. társulat, Egy Minkowski-féle sejtés igazolása
- 1942, Eötvös Loránd Mat. Fiz. társulat, Hibabecslés táblázattal végzett számításoknál
- 1944, Szabadegyetem, Az újabb matematika gyakorlati alkalmazásai, 8 előadás
- 1946, Eötvös Loránd Mat. Fiz. társulat, Leibniz élete és munkássága
- 1946-7, Ipari Termelési Tanács, tanfolyam, Matematikai statisztika és monográfia, 5 előadássorozat
- 1947, Szabadegyetem, Művészet a matematikában
- 1947, Szabadegyetem, Szimmetria a gondolkozásban[2]
- 1947, Bp. tankerületi főigazgatóság, Nevelők továbbképző tanfolyama, 3 előadássorozat
- 1947, Petőfi Diákkör, Matematikai esztétikum
- 1949, Természettudományi Társaság Matematikai Osztály, Hogyan számolhatunk ábrákkal?

## Publikációk
- 1934; Acta Litterarum ac Scientiarum, Szeged; VI; Ein neuer Beweis eines Satzes von Minkowski
- 1934; MTA Mat. és Term. Értesítő; Egy determináns-tétel
- 1934; Acta Litterarum ac Scientiarum, Szeged; VII; Zum Mengerschen Graphensatz
- 1938; Mat. és Fiz. Lapok; XLV;	Többméretű terek befedése kockaráccsal (doktori értekezés)
- 1941; Mat. és Fiz. Lapok; XLVIII; Többméretű terek egyszeres befedése kockaráccsal
- 1941; Mathematische Zeitschr.; 47; Über einfache und mehrfache Bedeckung des n-dimensionalen Raumes mit einem Würfelgitter
- 1941; Mat. és Fiz. Lapok; XLVIII; A rácsparallelogrammákról
- 1942; Mat. és Fiz. Lapok; XLIX; A hibabecslés alapjai
- 1943; Mat. Term. Did. Lapok; 1; Néhány szó a geometriai szerkesztésekről
- 1943; Mat. Term. Did. Lapok; 1; A számítások pontosságáról
- 1948; Munkatud. Racion. Intézet; A munka- és időelemzés matematikai segédeszközei
- 1950; Acta Mathematika, Szeged; XII; Translation of figures between lattice points
- 1950; Časopis pro pést. mat. fis.; 74;	Sur la factorisation des groupes abéliens
- 1950; Acta Mat. Acad. Sci. Hung; 1; Sur le probléme de factorisation des cycliques
- 1951; MTA III. oszt. Közl.; 1;	A nomográfia alkalmazhatóságának határairól
- 1951; Acta Mat. Acad. Sci. Hung; 2;	Über die Feuerbachschen Kugeln mehrdimensionaler orthozentrischer Simplexe
- 1952; MTA III. oszt. Közl.; 2;	Újabb eredmények a geometria területén
- 1953; MTA III. oszt. Közl.; 3;	A ciklikus csoportok faktorizációjának problémájához
- 1953; MTA III. oszt. Közl.; 3;	A hazai alkalmazott matematikai kutatások helyzetéről
- 1954; MTA III. oszt. Közl.; 4;	Hajós, Rényi; Elemi bizonyítások a rendezett minták elméletének néhány alapvető összefüggésére
- 1954; Acta Mat. Acad. Sci. Hung; 5; Hajós, Rényi; Elementary proofs of some basic facts concerning order statistics
- 1955; MTA; Alexits, Hajós, Rényi; A matematikai kutatásokról, Magyar Tudomány tíz éve
- 1956, 1965; Tankönyvkiadó; Hajós-Neukomm-Surányi: Matematikai versenytételek I-II.
- 1960; Aarhus Univ.; Über die Präzision im Geometrieunterricht
- 1961; Wiss. Zeitschr. Univ. Halle; 10;	Über eine Konstruktion nicht n-färbbarer Graphen
- 1963; Random House; Hajós-Neukomm-Surányi; Hungarian Problem Book I-II.
- 1964; Annal. Univ. Sci.; Budapest; Über Kreiswolken
- 1964; Annal. Univ. Sci.; Budapest; Hajós, Szász P.: On a new presentation of the hyperbolic trigonometry aid of Poincaré model
- 1964; MTA Mat. Kut. Int. Közl.; 8; Über eine Extremaleigenschaft der affin-regulären Polygone
- 1965; Magyar Tudomány; 10; Matematika szerepe a többi tudományban
- 1965; Fizikai Szemle; 15; Matematika szerepe a többi tudományban (átdolgozva)
- 1966; Diamond; Hungarian Problem Book I-II. japán fordítása
- 1968; Annal. Univ. Sci.; Budapest; Über den Durchschnitt eines Kreises und eines Polygones
- 1970; Acta Mat. Acad. Sci. Hung; 21;	Hajós-Heppes: On a special kind of Polyedra
- 1968; ELTE; A matematikai tanszékek működése az Eötvös Loránd Tudományegyetem Természettudományi Karán az ország felszabadulását követő huszonöt évben

### Tankönyv
- 1960; Tankönyvkiadó; Bevezetés a geometriába (1: 1960; 2: 1962; 3: 1964; 4: 1966; 5: 1972; 6: 1979; 7: 1984; 8: 1987; 9: 1991; 10: 1994; 11: 1995; 12: 1999, 13: …)
- 1969; Akadémiai Kiadó; Einführung in die Geometrie (fordítás)

## Kitüntetések
- 1929, Országos Tanulmányi Verseny, matematika I. díj
- 1942, Bolyai János Matematikai és Fizikai Társulat König Gyula jutalom
- 1948, Magyar Tudományos Akadémia Bolyai érem
- 1951, Magyar Népköztársasági Érdemrend V. fokozat
- 1951, Kossuth díj, II. fokozat
- 1953, Felsőoktatás kiváló dolgozója
- 1954, Munka Érdemrend
- 1960, Munka Érdemrend
- 1965, Román Tudományos Akadémia levelező tagja
- 1961, Kossuth díj, II. fokozat
- 1967, Leopoldina Német Természettudományos Akadémia tagja
- 1969, Finn Oroszlán Parancsnoki Érdemrend
- 1970, Budapesti Műszaki Egyetem Törzsgárda I. fokozat
- 1972, Munka Érdemrend arany fokozat

## Emlékezete
Nevét viseli a műszaki és gazdasági tanulmányokat folytató egyetemi hallgatók számára rendezett Hajós György Matematikaverseny.